# Арсланов, Рустам Разитович
Рустам Разитович Арсланов (род. 31 июля 1980) — российский самбист и дзюдоист, чемпион России по дзюдо, призёр чемпионатов России по самбо, чемпион Европы по самбо, мастер спорта России международного класса по самбо и борьбе на поясах, мастер спорта России по дзюдо. Чемпион мира по борьбе на поясах (2013 год). Выступал в тяжёлой весовой категории (свыше 100 кг). Представлял спортивный клуб «Батыр» (Уфа). Наставниками Арсланова были С. Р. Кобиашвили, С. И. Калюжный и Роберт Исмагилов.

## Спортивные результаты

### Дзюдо
- Чемпионат России по дзюдо 2011 года — ;
- Чемпионат России по дзюдо 2013 года — ;

### Самбо
- Абсолютный чемпионат России по самбо 2008 года — ;
- Чемпионат России по самбо 2012 года — ;
- Чемпионат России по самбо 2015 года — ;
- Чемпионат России по самбо 2016 года — ;